# Chrysophyllum striatum
Chrysophyllum striatum är en tvåhjärtbladig växtart som beskrevs av Terence Dale Pennington. Chrysophyllum striatum ingår i släktet Chrysophyllum och familjen Sapotaceae.
Artens utbredningsområde är Panamá. Inga underarter finns listade i Catalogue of Life.